# Prinzenpalais (Neustrelitz)

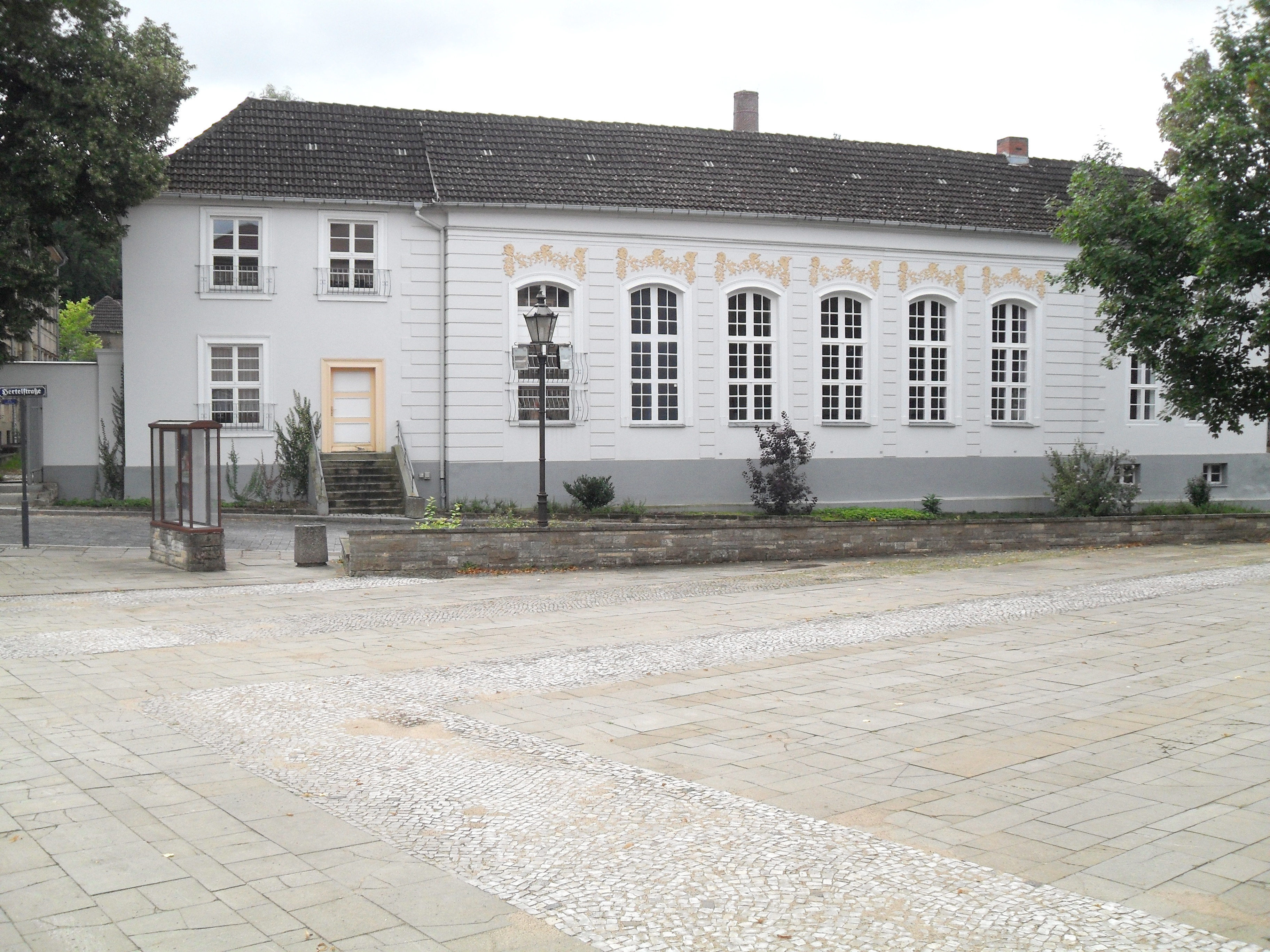
Neustrelitz, Prinzenpalais

Das ehemalige Prinzenpalais, auch Weißes Herrenhaus bzw. Hobe-Haus genannt, ist ein ehemaliges Palais aus dem Jahr 1740 in Neustrelitz (Mecklenburg-Vorpommern), Hertelstraße 11–13 auf dem Schlossberg westlich vom Schlosspark. Es dient heute als Standesamt von Neustrelitz.
Das Gebäude steht unter Denkmalschutz.

## Geschichte
Die Residenzstadt Neustrelitz mit 20.151 Einwohnern (2020) wurde erstmals 1732 erwähnt. Das Schloss Neustrelitz entstand von 1726 bis 1731, es wurde 1865 und 1905 erweitert und umgebaut und brannte 1945 ab.
Das ein- und zweigeschossige zehnachsige barocke Gebäude mit einem Walmdach wurde 1740 fast zeitgleich mit dem Schloss auf Veranlassung des Intendanten und preußischen Oberst Graf Egmont von Chasôt als dessen Stadtpalais gebaut. Herzog Adolf Friedrich IV. kaufte das Herrenhaus von Chasôt. Von dem ehemals U-förmig erbauten Haus stehen noch der Nordflügel und der westliche Fachwerkanbau.
Das Gebäude wurde nach einem Leerstand im Rahmen der Städtebauförderung saniert und umgebaut u. a. für die Nutzung als Standesamt Neustrelitz, das im Festsaal die Trauungen vornimmt.

### Namen
Den Namen Prinzenpalais erhielt es, da Söhne der Herzöge bzw. Großherzöge von Mecklenburg-Strelitz hier zeitweise wohnten. Weißes Herrenhaus wurde es ab 1792 wegen seiner weißen Fassade genannt. Die Bezeichnung Hobe-Haus erfolgte nach dem preußischen Offizier, Landrat und Gutsbesitzer August von Hobe (1791–1867), der hier um 1790 als Oberkammer Junker wirkte.